# Убангійські мови
Убангійські мови — група мов адамауа-східної підродини нігеро-конголезьких мов. Поширені в ЦАР, на півночі Демократичної Республіки Конго та півдні Судану.
Мови групи були поділені на групи Дж. Грінбергом в 1955 році. Пізніше були перегруповані французькими мовознавцями Л. Бук'є та Ж. Тома за порівнянням попередньої класифікації. Грінберг виділяв 8 підгруп, а французи виділили тільки 4 підгруп, а інші 3 об'єднали в одну — п'яту.
Підгрупи:
- східні

- гбая, манза, нгбака
- нгбанді, санго, якома
- нгбака-м'або, мунду, ндого, баї, бвірі, сере, тагбо та ін.

- центральні — банда
- південні — занде, нзакара, барамба, памбіа
- південно-східні — амаді
- південно-центральні — мондунга, мба

Серед мов цієї групи особливе місце займає мова санго, яка функціонує як міжетнічна мова на території ЦАР.